# Petrovce nad Laborcom
Petrovce nad Laborcom es un municipio del distrito de Michalovce en la región de Košice, Eslovaquia, con una población estimada a final del año 2024 de 1128 habitantes.
Se encuentra ubicado al noreste de la región, en la cuenca hidrográfica del río Bodrog (afluente derecho del Tisza) y cerca de la frontera con la región de Prešov, Ucrania y Hungría.

## Demografía
| Año        | 1994 | 2004    | 2014    | 2024     |
| ---------- | ---- | ------- | ------- | -------- |
| Población  | 887  | 966     | 1018    | 1128     |
| Diferencia |      | +8,90 % | +5,38 % | +10,80 % |

| Año        | 2023 | 2024    |
| ---------- | ---- | ------- |
| Población  | 1107 | 1128    |
| Diferencia |      | +1,89 % |